# 邓肯·麦金农
邓肯·麦金农（英語：Duncan Mackinnon，1887年9月29日—1917年10月9日），英国男子赛艇运动员。他曾代表英国参加1908年夏季奥林匹克运动会赛艇比赛，获得男子四人单桨无舵手金牌。